# Praterstern metróállomás
A Praterstern a bécsi U1-es és U2-es metróvonal csomóponti állomása Leopoldstadtban, a város II. kerületében. A felszínen található az S-Bahn Wien Praterstern állomása.

## Átszállási kapcsolatok
| U1 (Oberlaa ↔ Leopoldau)    |                                                         |
| U2 (Schottentor ↔ Seestadt) |                                                         |
| Állomás                     | Átszállási kapcsolatok                                  |
| Praterstern                 | S1 , S2 , S3 , S7 5, O 5B, 80A, 82A N25, N29 (éjszakai) |